# Laines-aux-Bois
 Laines-aux-Bois  es una población y comuna francesa, en la región de Champaña-Ardenas, departamento de Aube, en el distrito de Troyes y cantón de Troyes-6.

## Demografía
| 298 | 305 | 359 | 397 | 416 | 461 | 510 | 510 | 529 |
| Para los censos de 1962 a 1999 la población legal corresponde a la población sin duplicidades (Fuente: INSEE [Consultar]) |     |     |     |     |     |     |     |     |